# الکساندر لسون
الکساندر لسون (روسی: Александр Леонидович Лесун؛ زادهٔ ۱ ژوئیهٔ ۱۹۸۸) ورزشکار پنج‌گانه مدرن اهل روسیه است.
وی همچنین برندهٔ جوایزی همچون نشان دوستی شده‌است.
وی در مسابقات کشوری و بین‌المللی در مجموع برندهٔ ۱۰ مدال طلا، ۸ مدال نقره، ۲ مدال برنز شده‌است.